# Rellingen

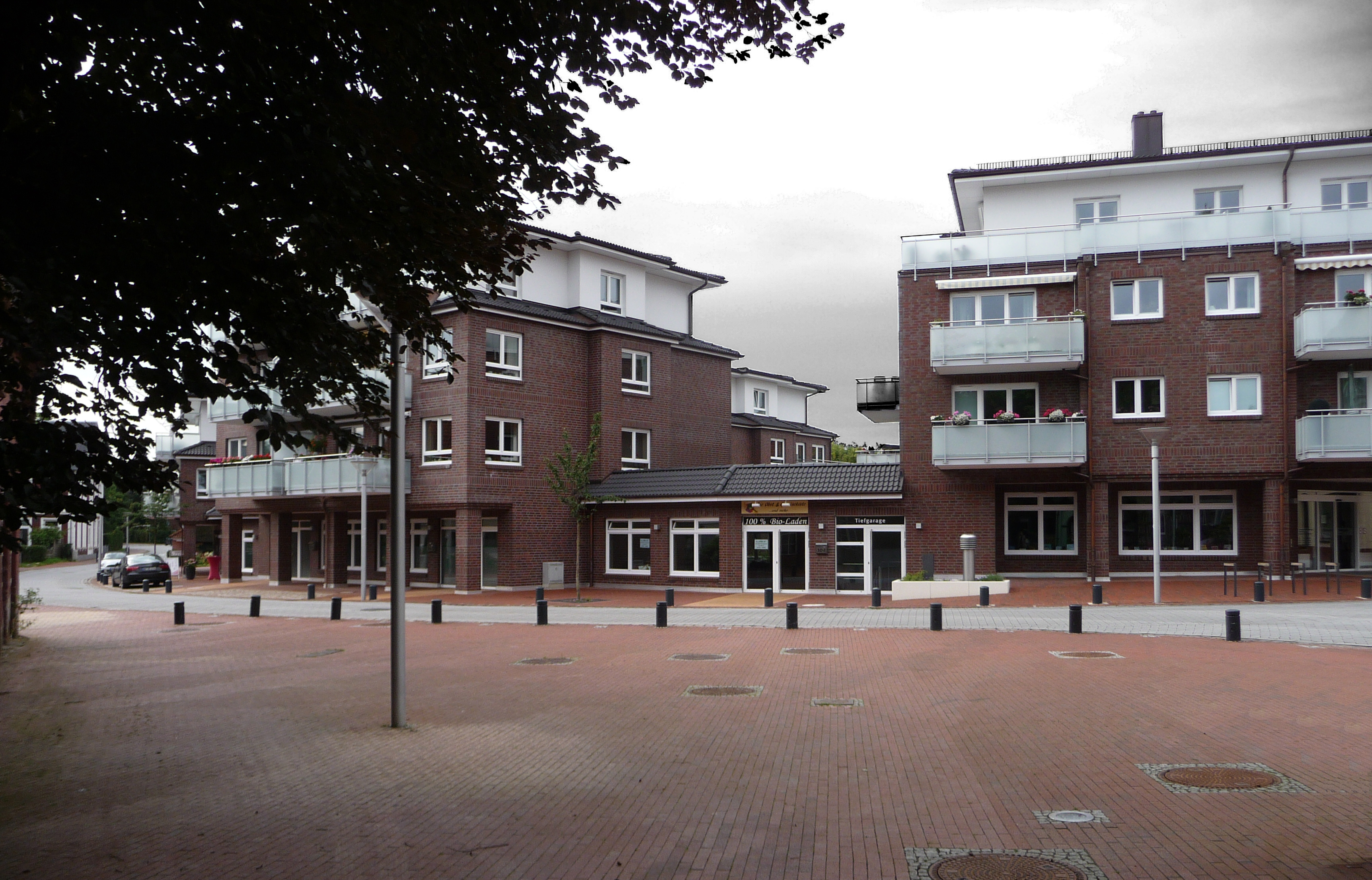
Marktplatz

Rellingen ist eine Gemeinde im Kreis Pinneberg im Süden von Schleswig-Holstein.

## Geografie

### Geografische Lage
Das Gemeindegebiet von Rellingen erstreckt sich nordwestlich der Metropole Hamburg im Bereich der naturräumlichen Haupteinheit Hamburger Ring (Nr. 697), eines Teilgebiets der Südholsteinischen Geest an der Mühlenau, einem nicht schiffbaren Nebenfluss der Pinnau.

### Gemeindegliederung
Siedlungsgeographisch lässt sich die Gemeinde in eine Vielzahl von benannten Ortsteilen gliedern. Im amtlichen Wohnplatzverzeichnis zur Volkszählung 1987 wurden genannt:
- Egenbüttel-Dorf
- Galgenmoor
- Hall
- Heidkamp
- Krupunder
- Krupunder/Halstenbek
- Neu-Egenbüttel
- Oberer Ehmschen/Banskamp
- Rellingen-Ort
- Voßmoor/Ehmschen

### Nachbargemeinden
Im Südosten grenzt die Gemeinde entlang einer kurzer Strecke an die Freie und Hansestadt Hamburg, im Süden an die Gemeinde Halstenbek, im Norden an die Gemeinde Tangstedt, im Nordosten an die Gemeinde Ellerbek und im Westen an die Kreisstadt Pinneberg.

## Geschichte

### Chronikabschnitt
Im östlichen Bereich des Gemeindegebietes, an den Grenzen zu Schnelsen und Krupunder, befand sich bis in die 1930er Jahre das  Schnelsen Moor.

### Eingemeindungen
Am 1. Januar 1974 wurde die damalige Gemeinde Egenbüttel eingegliedert.

## Politik

### Gemeindevertretung
Die zuletzt bei der Kommunalwahl am 14. Mai 2023 gewählte Gemeindevertretung besteht aus 23 Mitgliedern und weist folgende Sitzverteilung auf:

| Wahl | CDU | SPD | GRÜNE | FDP | Gesamt   |
| ---- | --- | --- | ----- | --- | -------- |
| 2023 | 12  | 5   | 4     | 2   | 23 Sitze |
| 2018 | 12  | 5   | 4     | 2   | 23 Sitze |
| 2013 | 12  | 7   | 3     | 1   | 23 Sitze |

Bürgervorsteher war von 2018 bis zu seinem Tod im August 2023 Hans-Günther Reinke (CDU). Am 28. September 2023 wurde Martin Claussen, einstimmig von der Gemeindevertretung, zum neuen Bürgervorsteher gewählt. Stellvertreterin ist Janina Gogol, zweite Vertreterin ist Anja Keller.

### Bürgermeister
Am 29. Mai 2016 wurde der parteilose Marc Trampe mit 88,96 % der Stimmen ohne Gegenkandidat zum Bürgermeister gewählt. Er löste am 1. Oktober 2016 die bisherige Amtsinhaberin Anja Radtke ab.

### Wappen
Blasonierung: „In Silber die schwarze Seitenansicht einer achteckigen Barockkirche mit aufgesetzter Laterne und angebautem hohen Turm in Zopfstil, der auf der rechten Seite von einer roten Rose und schräg darunter von einem grünen Ahornblatt begleitet wird.“
Das Rellinger Wappen wurde am 23. Mai 1952 verliehen und zeigt auf silberfarbenem Grund das Wahrzeichen der Gemeinde, die Rellinger Kirche. Das grüne Ahornblatt und die rote Rose verweisen auf die damalige Bedeutung Rellingens als Rosenanbau- und Hochbaumschulengebiet.

## Kultur und Sehenswürdigkeiten

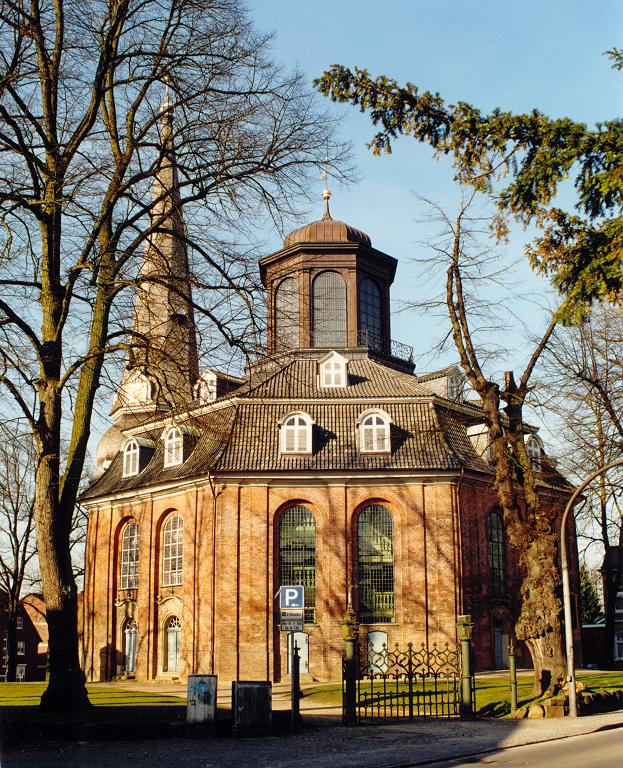
Die achteckige Rellinger Kirche

Wahrzeichen des Ortes ist der leicht erhöht auf einer Warft befindliche achteckige Zentralbau der evangelisch-lutherischen Kirche von Rellingen im spätbarocken Stil. Diese wurde zwischen 1754 und 1756 von Cay Dose entworfen. Der Vorgängerbau, er trug bis zur Reformation das Patrozinium der Heiligen Katharina, wurde während des Dreißigjährigen Krieges schwer beschädigt und anschließend nur notdürftig wiederhergestellt. 1754 wurde die Kirche abgetragen und bis 1756 der Neubau unter Einbezug des alten Turmes errichtet. Die Kirche hat – typisch für die Werke Cay Doses – eine oktogonale Bauform und wird von einer Laterne gekrönt. Die Kirche gehört zu den bedeutsamsten Barockbauten des Kreises Pinneberg und findet sich auch im Wappen der Gemeinde Rellingen wieder.
Die bis 2018 bestehende katholische Pfarrei in Pinneberg und Halstenbek mit ihren Gemeindestandorten St. Michael und St. Pius in Pinneberg und Herz Jesu in Halstenbek wählte sich als Pfarreipatrozinium eben diese Heilige Katharina von Alexandrien, weil Rellingen einerseits den beiden katholischen Pfarreien in Pinneberg und Halstenbek zugehörig war und andererseits die Verbundenheit zur Keimzelle der örtlichen Glaubensgeschichte deutlich gemacht werden sollte.

### Rellinger Veranstaltungen

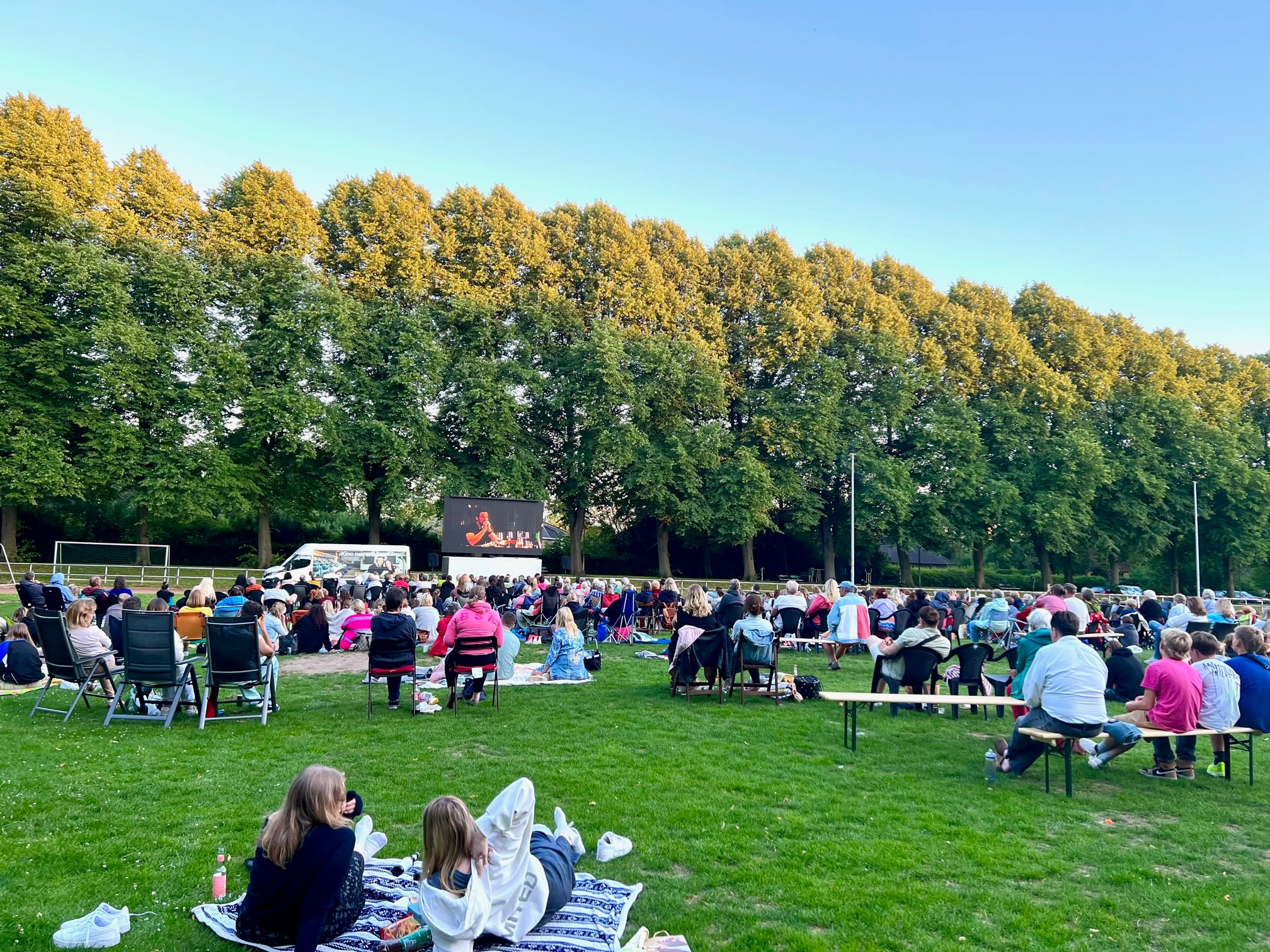
Im Sommer findet auf dem Sportplatz immer ein Open-Air-Kino statt.

In Rellingen werden regelmäßig Gemeindefeste veranstaltet:
- Rellinger Aktionstage (Mehrfach im Jahr, meistens unter der Woche)
- Rellinger Apfelfest (am letzten Septemberwochenende)
- Rellinger Weihnachtsmarkt (Anfang Dezember)
- Kulturprogramm (die Gemeinde Rellingen veröffentlicht jedes Halbjahr ein vielfältiges Kulturprogramm)

### Vereine
- Animal Care e. V.
- Deutscher Doggenclub von 1888 – Ortsgruppe Rellingen
- Gruppe Agenda 21 für Rellingen
- Betreuungsgruppe an der Brüder-Grimm-Schule e. V.
- Deutsches Rotes Kreuz – Ortsverein Rellingen
- DLRG Halstenbek-Rellingen-Schenefeld e. V.
- FC Eintracht Rellingen von 1987 e. V.
- Förderverein im Schulzentrum Egenbüttel e. V.
- Förderverein Rellinger Füchse e. V.
- Freiwilligen Forum Rellingen
- Gemischter Chor Harmonie Rellingen von 1872 e. V.
- Gemischter Chor Rellingen/Halstenbek
- Haus & Grund Rellingen – Haus-, Wohnungs- und Grundeigentümerverein Rellingen
- Hermann Zilcher-Gesellschaft e. V.
- Jagdgenossenschaft Altgemeinde Rellingen
- MRK Verein zur Förderung der Musik an der Rellinger Kirche e. V.
- Musikzug Rellingen e. V.
- Rellinger FC 2010 e. V.
- Rellinger Turnverein von 1900 e. V. (RTV)
- Schützenverein Rellingen von 1952 e. V.
- Schulverein an der Caspar-Voght-Schule e. V.
- Schulverein der Brüder-Grimm-Schule
- Schulverein Krupunder e. V.
- Spielvereinigung Halstenbek-Rellingen e. V. (SVHR)
- Sportclub Egenbüttel von 1953 e. V. (SCE)
- Eine Welt Aktionsgruppe Rellingen e. V.
- Tennisclub Egenbüttel e. V.
- Theaterverein Rellingen e. V. von 1929
- Treffpunkt Rellingen e. V.
- Verein für Heimatkunde Rellingen und Umgebung von 1976
- Verein zur Förderung der Bildung, Betreuung und Beköstigung an der Caspar-Voght-Schule Rellingen e. V.

## Verkehr
Am Südwestrand der Gemeinde verläuft die Bundesautobahn 23 mit den Anschlussstellen Pinneberg-Mitte, Pinneberg-Süd, Halstenbek/Rellingen und Halstenbek/Krupunder. Diese vier Anschlussstellen liegen zumindest z. T. im Gemeindegebiet Rellingens. Rellingen ist vermutlich zumindest eine der kleinsten Gemeinden Deutschlands, die über vier Autobahn-Anschlussstellen im eigenen Gemeindegebiet verfügen.
Rellingen liegt im Verkehrsgebiet des Hamburger Verkehrsverbunds (HVV), das den ÖPNV der verschiedenen Verkehrsunternehmen gemeinsam anbietet. Die Buslinien 185, 195, 295 und 395 der Verkehrsbetriebe Hamburg-Holstein (VHH) verbinden die Ortsteile Rellingen-Ort und Egenbüttel mit den Haltestellen der S-Bahn-Linie S3 Pinneberg und Halstenbek, der AKN-Linie A1 Schnelsen und Bönningstedt sowie der U-Bahn-Linien U1 Garstedt in Norderstedt und U2 Niendorf Nord in Hamburg. Daneben gibt es an Schultagen noch einige Buslinien insbesondere für den Schülerverkehr zu den Schulen und zurück.
| Linie | Streckenverlauf | Takt mo–fr, HVZ 6–9/15–19 Uhr     | Takt mo–fr, NVZ | Takt mo–fr, Spätverkehrszeit | Takt sonnabends | Takt sonn- und feiertags |
| ----- | --- | --------------------------------- | --------------- | ---------------------------- | --------------- | ------------------------ |
| 185   | Bf. Elmshorn (ZOB) – Ellerhoop – Kummerfeld – Bf. Pinneberg – Rellingen – S Halstenbek – Schenefeld, Busbetriebshof | 20 min/20 min                     | 20 min          | 40 min                       | 40 min          | 40 min                   |
| 195   | Bf. Pinneberg – Rellingen – Egenbüttel – Hamburg-Schnelsen – U Niendorf Nord (– Pommernweg)                         | 20 min/30 min                     | 60 min          | 40 min                       | 60 min          | 120 min                  |
| 295   | Bf. Pinneberg – Rellingen – Ellerbek – Bönningstedt – U Garstedt                                                    | 30 min/30 min                     | 60 min          | 60 min                       | 60 min          | 60 min                   |
| 395   | S Wedel – Appen – Bf. Pinneberg – Rellingen – Tangstedt (PI) – Hasloh – U Garstedt                                  | 30 min                            | 60 min          | 60 min                       | 60 min          | 60 min                   |
| 595   | Tangstedt (Pi) – Rellingen, Caspar-Voght-Schule                                                                     | einzelne Fahrten in der Schulzeit | –               | –                            | –               | –                        |
| 781   | Ellerbek, Königsberger Straße – Rellingen – Halstenbek, Wolfgang-Borchert-Gymnasium                                 | einzelne Fahrten in der Schulzeit | –               | –                            | –               | –                        |
| X95   | Bf. Pinneberg – Rellingen – Hamburg-Schnelsen – U Niendorf Nord – S Hamburg Airport                                 | 30 min                            | 60 min          | 60 min                       | 60 min          | 60 min                   |

Die Taktzeiten in der Tabelle beziehen sich auf die in Rellingen durchfahrenen Abschnitte der Linien; jeweils beide Richtungen. Stand: 26. Februar 2023.

## Wirtschaft
Bis heute sind die etwa 60 Baumschulen von Bedeutung. Deshalb hat hier auch einer der größten Händler für Baumschulbedarf in Europa, die Firma Hermann Meyer, seinen Sitz. In Rellingen befindet sich der Sitz des Fruchtsaft-Herstellers Emig sowie der Sitz des (nach Umsatz) zweitgrößten deutschen Herstellers von Erfrischungsgetränken, der Firma Hansa-Heemann AG. Die Firma Yamaha Electronic hat hier ihren Hauptsitz für Europa und Deutschland

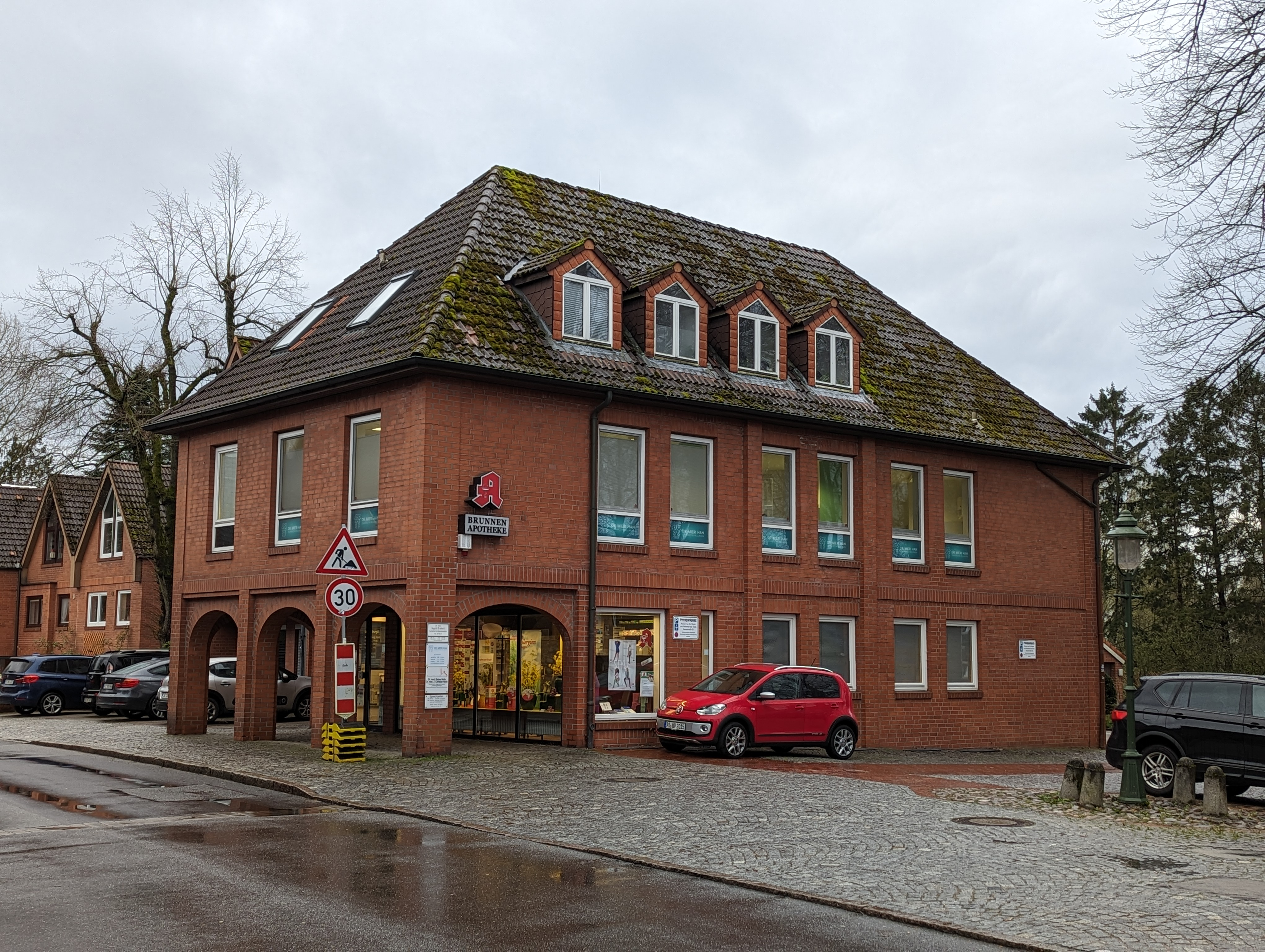

sowie Österreich und die Schweiz. Die Rellinger Firma Hofmann GmbH ist ein Hersteller von Straßenmarkiermaschinen. Weitere Rellinger Firmen von z. T. nationaler Bedeutung sind ein Geldspielgerätehersteller (Crown), eine Firma (Hass & Hatje), die fünf Baustoffzentren und 14 hagebau-Märkte in Schleswig-Holstein, Mecklenburg-Vorpommern und Brandenburg betreibt sowie ein Reederei- und Logistikunternehmen (CTP), das weltweit an mehr als 60 Orten vertreten ist. Bis 2010 war in Rellingen das Textilunternehmen Jeantex ansässig, das Wetter- und Sportbekleidung herstellte. Rellingen ist im Verhältnis zur Einwohnerzahl mit etwa 1100 Betrieben einer der gewerbereichsten Orte der Region.
Es gibt in Rellingen (Stand 2009) rund 5500 sozialversicherungspflichtige Beschäftigungsverhältnisse, wovon etwa 4900 Beschäftigte nach Rellingen einpendeln. Demgegenüber pendeln rund 4200 Einwohner nach Hamburg und andere umliegende Orte aus. Die Gemeinde hat Gewerbesteuereinnahmen in Höhe von 12 bis 15 Mio. Euro jährlich bei einem Gewerbesteuerhebesatz von 320 v. Hd. (Stand 2015).

## Persönlichkeiten
- Dietrich Reinkingk (1590–1664), Politiker und Staatsrechtler des 17. Jahrhunderts. In Rellingen befindet sich sein Erbbegräbnis.
- Abel Seyler (1730–1800), Theaterdirektor. Lebte von 1798 bis zu seinem Tod in Rellingen und ist dort begraben.
- Johanna Christiana Starke (1731–1809), Schauspielerin, setzte sich in Rellingen zur Ruhe und starb dort
- Friedrich Ludwig Schröder (1744–1816), Schauspieler, Theaterdirektor, Dramaturg, Reformer der Freimaurerei. Lebte von 1792 bis zu seinem Tod in Rellingen.
- Johannes Görbing (1877–1946), Apotheker, Bodenkundler und Agrikulturphysiologe, lebte und wirkte von 1925 bis zu seinem Tod in Rellingen. Das Stadtmuseum Pinneberg zeigt die Sammlung Görbing als Dauerausstellung.
- Walther Neuhoff (1891–1971), Mykologe, lebte und starb in Rellingen.
- Franz Stieler (1893–1988), Geschichts- und Heimatforscher.
- Friedrich Ofterdinger (1896–1946), geboren und aufgewachsen in Rellingen. Arzt, nationalsozialistischer Politiker und Funktionär, Hamburger Senator
- Kurt Wendt (1920–2012), Maler, Grafiker und Bühnenbildner.
- Jürgen Schwandt (1936–2024), auch Kapitän Schwandt, deutscher Kapitän, Kolumnist und Blogger, ehemaliger Leiter des Wasserzolls in Hamburg, lebte in Rellingen.
- Barbara und Gabriele Schmidt-Heins (* 1949), Konzeptkünstlerinnen
- Lydia Schulgina (1957–2000), Künstlerin, gründete 1999 die Kunstetage des Jugendzentrums in Rellingen.
- Peter Kleinort (* 1967), Journalist
- Ole Schröder (* 1971), aufgewachsen in Rellingen. Politiker (CDU), MdB 2002–2017 und Parlamentarischer Staatssekretär beim Bundesminister des Innern 2009–2018.
- Matti Schindehütte, geb. Lembke (* 1975), Pastor, evangelischer Theologe und Filmproduzent, lebte in Rellingen
- Timo Rose (* 1977), Regisseur, Schauspieler, Kameramann, Filmeditor und Produzent